# Breitenbach (Aichstetten)
Breitenbach ist ein Ortsteil der Gemeinde Aichstetten im Landkreis Ravensburg in Baden-Württemberg. 

## Geografie
Der Weiler liegt circa zwei Kilometer nördlich von Aichstetten und ist über die Landstraße 260 zu erreichen.

## Geschichte
Im Jahr 940 wurde Breitenbach als „Breitinbach“ erstmals erwähnt. 
Breitenbach wurde 1933 von Aitrach nach Aichstetten umgemeindet. 

## Sehenswürdigkeiten
- Feldkapelle